# Авинищи (Бежаницкий район)
Авинищи — деревня на северо-западе Бежаницкого района Псковской области.  Входит в состав сельского поселения Ашевское.
Расположена в 32 км к северо-западу от райцентра Бежаницы и в 8 км к западу от волостного центра Ашево.
Численность населения деревни составляет 12 жителей (2000 год).
До 3 июня 2010 года деревня входила в состав ныне упразднённой Ашевской волости.